# Anbetungskirche (Schönstatt)

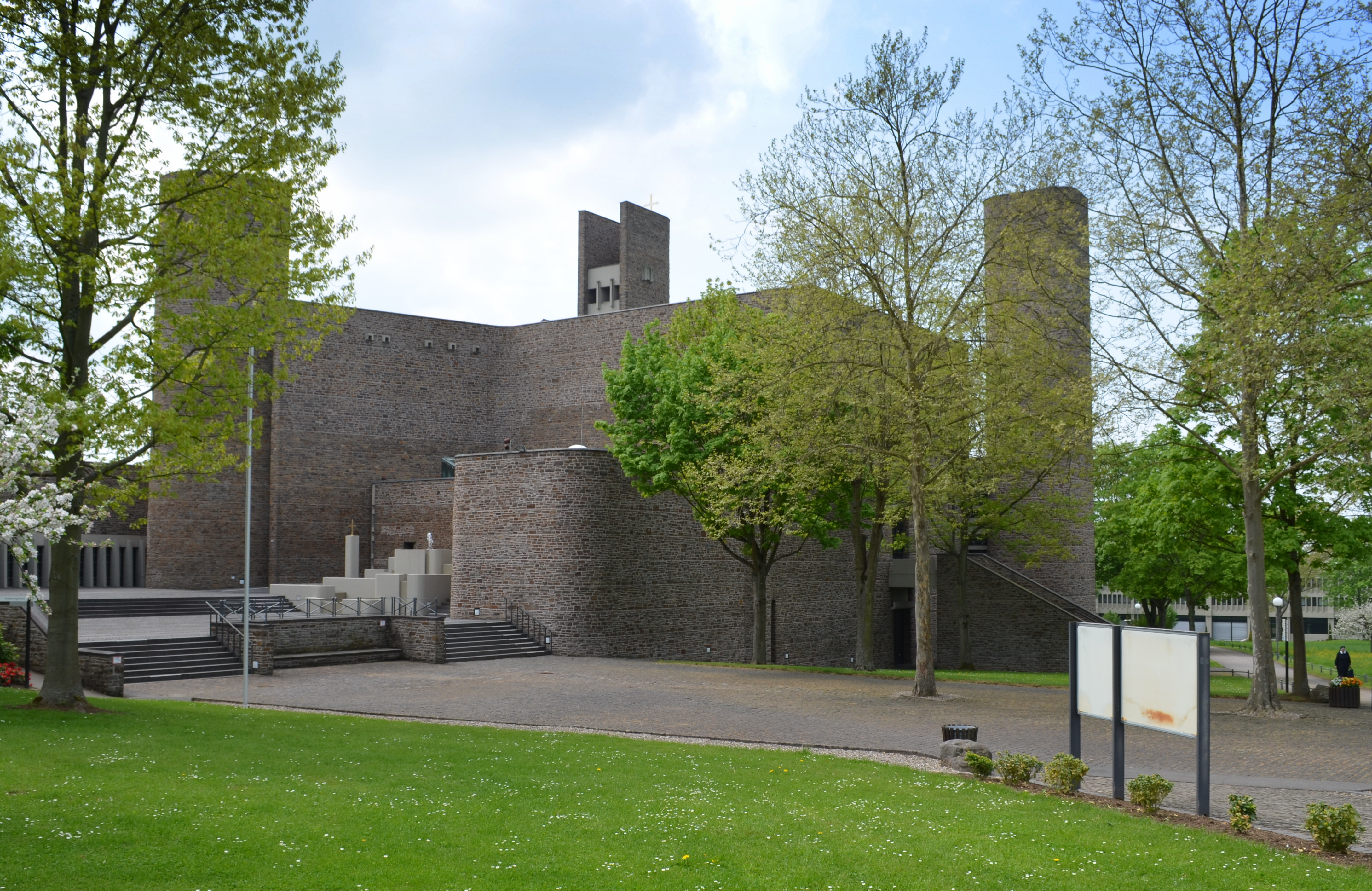
Anbetungskirche auf Berg Schönstatt

Die Anbetungskirche auf Berg Schönstatt ist eine der heiligen Dreifaltigkeit geweihte katholische Kirche auf Berg Schönstatt in Vallendar. Sie wurde von 1965 bis 1968 nach Plänen von Alexander Freiherr von Branca errichtet. Durch ihre massive Natursteinbauweise hat sie einen festungsähnlichen Charakter und symbolisiert in ihrem Erscheinungsbild eine Gottesburg.
Neben dem Urheiligtum ist sie der zweite lokale Mittelpunkt der internationalen Schönstatt-Bewegung.

## Architektur

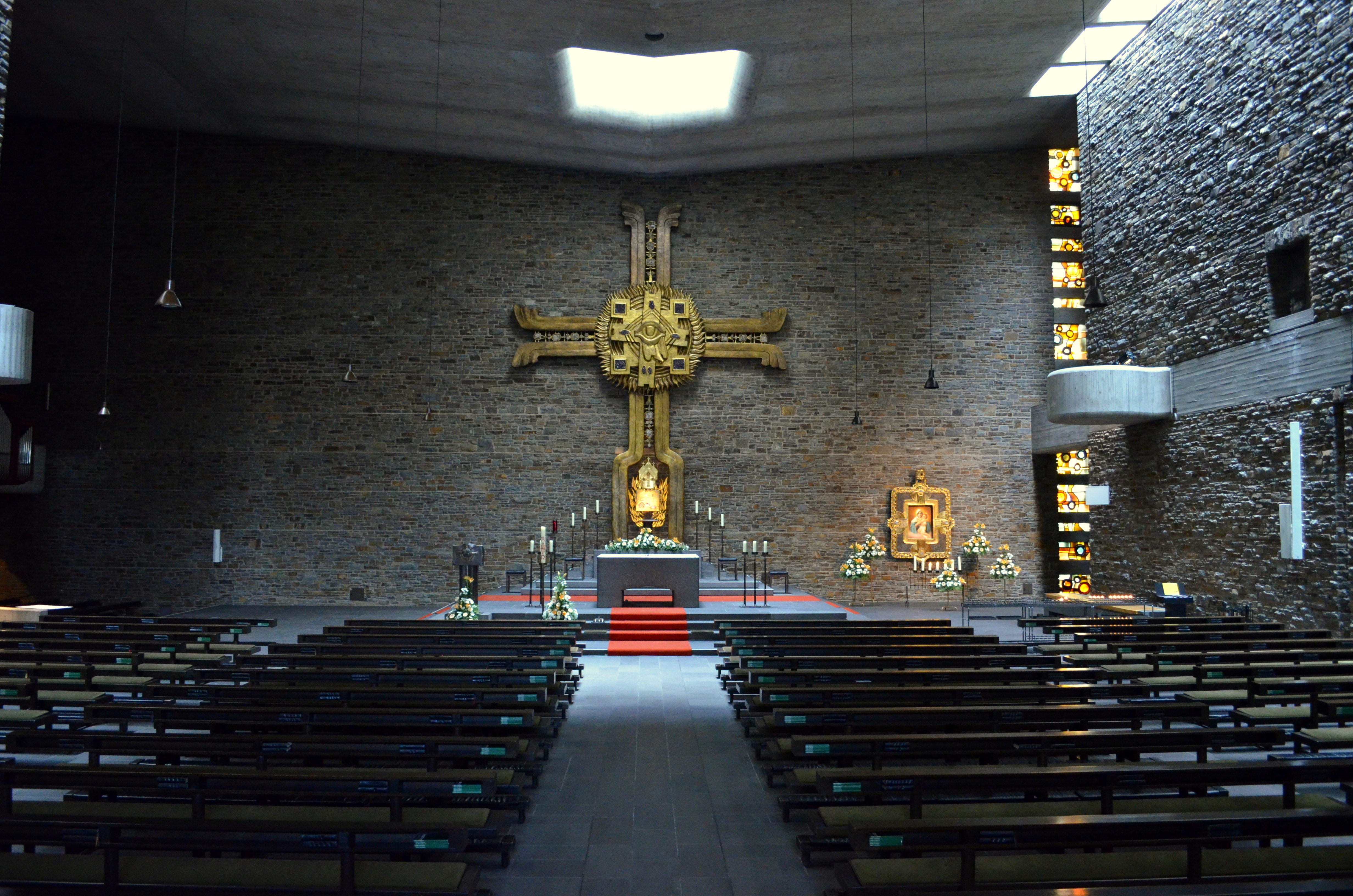
Blick vom Hauptschiff auf den Altar

Die Anbetungskirche liegt auf Berg Schönstatt hoch über dem im Tal stehenden Urheiligtum und ist weithin als wuchtiges Bauwerk erkennbar.
Die Architektur ist angelehnt an mittelalterliche Burganlagen, die sich zuhauf auf den Bergen des Rheintals finden lassen. Die äußere Erscheinung wird dominiert von einer Bruchsteinverkleidung und drei 20 m hohen Türmen als Symbol für die Dreifaltigkeit, der die Kirche geweiht ist. Als Gottesburg soll die Kirche die Standhaftigkeit des Glaubens bezeugen und in ihrem Innern Ruhe und Geborgenheit ausstrahlen.
Auf dem erhöhten Kirchplatz befindet sich ein Brunnen mit sieben Wasserbecken, die von einem Kreuz überragt werden. Sie symbolisieren die sieben Sakramente der Kirche, die wie „Ströme lebendigen Wassers“ (Joh 7,30 ) vom Kreuz ausgehen.
In einer Aula unter dem Kirchenraum werden Kongresse wie die Oktoberwoche, das Jahrestreffen von Verantwortlichen der Schönstatt-Bewegung und andere Veranstaltungen ausgerichtet.

## Umgebung
Direkt an die Anbetungskirche angebaut und mit dieser über einen Verbindungsbau angeschlossen ist das Haus der Anbetungsschwestern, die die Kirche betreuen.
Das nahegelegene Pater-Kentenich-Haus wurde 1985 vom gleichen Architekten errichtet und hat durch die Bruchsteinverkleidung ein ähnliches Erscheinungsbild, ist allerdings ein eingeschossiger Flachbau in Kreuzform. Zwischen beiden Gebäuden liegt eine Pappelallee, die in Gestaltungsform und Wirkung an eine italienische Zypressenallee erinnert.

## Geschichte
Der Gründer der Schönstatt-Bewegung, Pater Josef Kentenich, gelobte zu Beginn des Zweiten Weltkriegs, eine Anbetungskirche als Denk- und Dankmal zu errichten, wenn die Schönstatt-Bewegung auf Fürbitte der Gottesmutter Maria die Verfolgung im Nationalsozialismus übersteht.

„[Wenn die Gottesmutter] uns durch die neuen Gefahren siegreich hindurchführt und trotz aller Hindernisse uns Gelegenheit gibt, unserer Sendung gerecht zu werden, wollen wir ihr ein neues Denkmal setzen, das allen kommenden Generationen ihre Macht und Güte kündet.“

Bereits Weihnachten 1939 begannen erste Planungen für den Bau, wofür sich besonders die Anbetungsschwestern der Schönstätter Marienschwestern einbrachten.
Kentenich war von 1942 bis 1945 im Konzentrationslager Dachau inhaftiert und ließ dort bereits von einem ebenfalls inhaftierten tschechischen Architekten erste Pläne für die Anbetungskirche als „Zentrum einer heiligen Stadt auf dem Berg“ entwerfen. In Schönstatt wurden während des Krieges keine Häuser beschädigt und Kentenich kehrte bald nach Kriegsende wieder zurück. Daraufhin gelobte die Gemeinschaft der Schönstätter Marienschwestern am 18. Oktober 1945 die Anbetungskirche erbauen zu lassen.
In der Nachkriegszeit konnten die Baupläne aber nicht direkt umgesetzt werden und durch den Konflikt Schönstatts mit der Kirche kam es zu einer weiteren Verzögerung.
Im Jahre 1960 wurde der Münchner Architekt Alexander Freiherr von Branca mit der Planung beauftragt; die Bauarbeiten begannen 1965.
Pater Kentenich beschrieb die Anbetungskirche am 9. Juli 1967:

„Unsere Kirche ist eine Gottesburg.
Sie will die Wohnung des dreifaltigen Gottes sein.
Hier wohnt und thront der dreifaltige Gott, der Vater,
der Sohn und der Heilige Geist. Wo aber der dreifaltige Gott
wohnt und thront, da hat auch die Gottesmutter Sitz und Stimme.
Darum hat selbstverständlich in unserem Dreifaltigkeitsdom,
in unserer Dreifaltigkeitsburg auch die Gottesmutter als
unsere Dreimal Wunderbare Mutter, Königin und Siegerin
von Schönstatt einen Ehrenplatz.“

Nach ihrer Fertigstellung wurde die Kirche am 9. Juni 1968 vom Trierer Bischof Bernhard Stein der Heiligen Dreifaltigkeit geweiht.

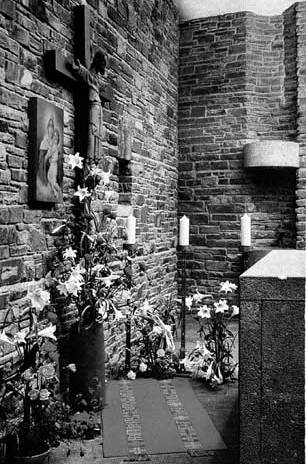
Grab von P. Kentenich

Am 15. September 1968 feierte Pater Kentenich zum ersten Mal die Heilige Messe in der Anbetungskirche und verstarb nach dem Ende des Gottesdienstes in der Sakristei unerwartet. An dieser Stelle wurde er am 20. September beigesetzt, die ehemalige Sakristei ist heute als Gründerkapelle bekannt. Der Sarkophag trägt die Inschrift Dilexit Ecclesiam (lat. „er liebte die Kirche“).